# Vorzugsjude
Als Vorzugsjude oder auch Austauschjude wurden in der Sprache des Nationalsozialismus Häftlinge entsprechend NS-rassenideologisch jüdischer Abstammung bezeichnet, die wegen ihrer Verbindungen zum Ausland geeignet schienen, als Gegenleistung für die Freilassung deutscher Zivilinternierter oder auch für die Lieferung rüstungswichtiger Güter ausgetauscht zu werden. Manchmal wird von Historikern auch der Begriff „Austauschgeisel“ verwendet.

## Zivilgefangenenaustausch
Nach völkerrechtlich üblicher Praxis sollten Auslandsdeutsche im Machtbereich von Feindländern nach Möglichkeit gegen in Deutschland internierte und inhaftierte Personen mit fremder Staatsangehörigkeit ausgetauscht werden. Vorbereitet wurden solche Austauschaktionen von der Rechtsabteilung und der Politischen Abteilung des Auswärtigen Amtes und dem Reichssicherheitshauptamt im Referat II B 4 (später IV F 4), dem Referat Ausländerpolizei und Grenzsicherung sowie – für jüdische Austauschgeiseln – dem Eichmannreferat.
Für einen Zivilgefangenenaustausch waren auf deutscher Seite unter anderen Botschaftsangehörige, Seeleute und Sanitäter vorgesehen, die nach Kriegsausbruch interniert worden waren. Da man relativ wenige Ausländer zum Austausch anbieten konnte, um die große Zahl der im feindlichen Ausland internierten Reichsdeutschen auszulösen, griff man zunehmend auf Juden mit geeigneter oder doppelter Staatsangehörigkeit zurück. Der Kreis der „Austauschjuden“ wurde Anfang 1943 erheblich erweitert. Als Austauschgeiseln sollten nun auch Juden dienen, die lediglich „über verwandtschaftliche, freundschaftliche, politische oder kaufmännische Beziehungen“ zu Personen in den Feindstaaten (vornehmlich den USA) verfügten.

## Internierungslager
Schon vor Errichtung des KZ Bergen-Belsen wurden Personen mit geeigneter oder doppelter Staatsbürgerschaft im Internierungslager Vittel, in Liebenau (heutige Stiftung Liebenau), in Wurzach, Laufen (Ilag VII) oder Tittmoning (Oflag VII-C/Z) zusammengeführt, um als „austauschfähige“ Personen zur Verfügung zu stehen. Die Lager Liebenau (für Frauen) und Laufen blieben auch nach der Gründung des Aufenthaltslagers Bergen-Belsen Internierungslager für Austauschhäftlinge, wenn deren ausländische Staatsangehörigkeit außer Zweifel stand. Als Zwischenstation für Transporte wurden auch andere Internierungslager wie das Lager Lindele genutzt.

## Aufenthaltslager Bergen-Belsen
Heinrich Himmler ordnete im Frühjahr 1943 an, ein Lager für etwa 10.000 Juden zu errichten, die für einen Austausch oder als Druckmittel bei der Beschaffung von Devisen und Rohstoffen zurückgestellt werden sollten. Andere dort internierte besaßen die Staatsangehörigkeit neutraler oder verbündeter Staaten und sollten als Faustpfand für das Wohlverhalten der Regierungen dieser Länder dienen.
Zu diesem Zweck wurde 1943 ein sogenanntes „Aufenthaltslager“  für „Austauschjuden“ in Bergen-Belsen eingerichtet, das insgesamt vier Lagerabschnitte hatte. Ab Mitte Juli 1943 wurden im Sonderlager polnische Juden inhaftiert, die Pässe oder andere persönliche Ausweispapiere südamerikanischer Staaten besaßen. Ferner gab es ein Neutralenlager für spanische Juden aus Griechenland mit Pässen amerikanischer Staaten, in das auch einige italienische Juden mit türkischem Pass eingeliefert wurden. Der größte Lagerabschnitt war das Sternlager, in das hauptsächlich niederländische Juden verschleppt wurden; dorthin kamen auch kleine Gruppen aus Tunesien, Marokko, Frankreich, Jugoslawien und Albanien. Im Sommer 1944 kam das Ungarnlager hinzu.
Das Aufenthaltslager Bergen-Belsen durchliefen 14.700 jüdische Männer, Frauen und Kinder. Von ihnen kamen rund 2.560 durch Austausch frei. Für eine etwa gleich große Gruppe war das Aufenthaltslager nur eine Zwischenstation auf dem Weg in die Vernichtungslager, da ihre Staatsangehörigkeits-Nachweise oder Einreisezertifikate sich als nichtig erwiesen. Die meisten der im Aufenthaltslager internierten Juden, etwa 7.000 Männer, Frauen und Kinder, wurden bis in die letzten Kriegstage als immer noch wertvolle Verhandlungsmasse festgehalten.
Im November 1944 und im Januar 1945 wurden einige „austauschfähige Juden“ eines Transportes von Bergen-Belsen in die Schweiz aus dem Zug geholt und zurückgehalten. Sie wurden nicht nach Bergen-Belsen zurückgebracht, sondern auf die Internierungslager in Liebenau, Biberach an der Riß (Lager Lindele) und Wurzach verteilt.
In den letzten Kriegsmonaten konnte von einer „bevorzugten Behandlung“ keine Rede mehr sein. Beim Anrücken der alliierten Armee sollten die „Austauschjuden“ zum KZ Theresienstadt transportiert werden, doch erreichte nur einer der drei Züge den Zielort. Bei einem anderen Transport kamen zahlreiche Häftlinge ums Leben, er endete als sogenannter Verlorener Zug nach tagelanger Irrfahrt in der Nähe von Tröbitz.

## Einzelne Austauschaktionen

### Palästina
Zu Kriegsbeginn lebten rund 2000 „deutsche Templer“ in Palästina, die gegen britische Staatsangehörige aus dem besetzten Polen ausgetauscht werden konnten. Die langwierigen Verhandlungen zur Repatriierung beschleunigten sich erst, als 700 deutsche Staatsangehörige aus Palästina nach Australien geschafft und dort interniert wurden. Zwischen Dezember 1941 bis Februar 1943 trafen drei Gruppen, insgesamt 200 Personen, in Palästina ein, darunter mindestens 69 Juden mit palästinensischer Staatsangehörigkeit.
In der Folgezeit wurde der Berechtigungsnachweis für eine Repatriierung nach Palästina lockerer gehandhabt; es reichte schon die Bewilligung für ein Einwanderungszertifikat. Im Juni 1944 fand ein Austausch statt, bei dem 222 Juden aus Bergen-Belsen und 61 aus dem Internierungslager Vittel und aus Laufen (Salzach) über die Türkei nach Palästina gebracht wurden. Im März 1945 gelangten im Austauschverfahren 99 Juden aus Bergen-Belsen und 38 aus dem KZ Ravensbrück über Schweden nach Palästina. Darüber hinaus wurden Hunderte Juden gerettet, weil sie eine Bescheinigung vorweisen konnten, dass ihnen ein Einreise-Visum nach Palästina bewilligt worden war, und die deshalb als Austauschgeiseln verschont blieben.

## Film
Caroline Schmidt, Stefan Aust und Thomas Ammann haben 2011 für den NDR einen 52-minütigen Film mit dem Titel Hitlers Menschenhändler über das Thema „Austauschjuden“ gedreht. Er lief unter anderem am 14. September 2011 und am 20. September 2011 auf arte. Am 19. August 2013 wurde die Dokumentation im 1. Fernsehprogramm der ARD gesendet.